# Hesperoschema xuwangi
Hesperoschema xuwangi – gatunek chrząszcza z rodziny kusakowatych i podrodziny kusaków. Występuje endemicznie w Chinach. Zasiedla lasy pierwotne.

## Taksonomia
Gatunek ten opisali po raz pierwszy Cai Yujie i Tang Liang w 2022 roku. Opisu dokonano na podstawie pojedynczego okazu samca odłowionego w 2008 roku w Dabie na górze Micang-Shan w powiecie Nanjiang w chińskiej prowincji Syczuan. Epitet gatunkowy nadano na cześć Xu Wanga, który odłowił holotyp.

## Morfologia
Chrząszcz o silnie wydłużonym ciele długości około 12,3 mm. Głowa ma kształt zaokrąglonego, półtora raza szerszego niż dłuższego trapezu. Ubarwiona jest czarno z delikatnym fioletowym połyskiem metalicznym i zaczerwienionymi okolicami panewek czułkowych. Punktowanie wierzchu głowy jest gęste. Oczy złożone są lekko wyłupiaste. Czułki są czarne z rudą podstawą członu pierwszego i członem drugim, brązowym członem siódmym oraz kremowobiałymi członami od ósmego do jedenastego. Narządy gębowe są rude do rudożółtych z brązowymi głaszczkami i rudobrązowymi żuwaczkami. Barwa przedplecza i tarczki jest ceglastoczerwona. Powierzchnia przedplecza jest umiarkowanie gęsto i grubo punktowana, pozbawiona mikrosiateczkowania. Powierzchnia tarczki ma duże i płytkie punkty oraz poprzecznie falistą, bardzo delikatną mikrorzeźbę. Tak długie jak szerokie i w barkach wyraźnie węższe niż z tyłu pokrywy są gęsto i grubo punktowane. Barwa pokryw jest w przedniej ⅓ ceglastoczerwona, w tylnych ⅔ czarna z wąsko rudożółtą tylną krawędzią; charakterystyczny jest fioletowy połysk wzdłuż szwu. Odnóża są rudobrązowe. Odwłok ma segmenty od trzeciego do piątego rude, szósty czarny z rudą krawędzią przednią, siódmy czarny z rudożółtą krawędzią tylną, ósmy i dziewiąty żółte i ku tyłowi ciemniejące, zaś dziesiąty rudobrązowy. Tergity od trzeciego do piątego mają poprzeczne wciski na przedzie. Genitalia samca cechują się wyraźnie asymetrycznym płatem środkowym oraz niesymetrycznymi i krótszymi od niego paramerami.

## Ekologia i występowanie
Owad ten jest endemitem Chin, znanym wyłącznie z miejsca typowego w prowincji Syczuan. Spotykany był na rzędnych 1798 m n.p.m. Podobnie jak inne gatunki z rodzaju Hesperoschema zasiedla lasy pierwotne, gdzie bytuje wśród grzybów porastających kłody, a czasami odwiedza padlinę. Jest drapieżnikiem, przypuszczalnie polującym na larwy owadów.